# Orichowo-Wasyliwka
Orichowo-Wasyliwka (ukr. Оріхово-Василівка) – wieś na Ukrainie, w obwodzie donieckim, w rejonie bachmuckim, w hromadzie Sołedar. W 2001 liczyła 227 mieszkańców, spośród których 182 wskazało jako ojczysty język ukraiński, a 45 rosyjski.